# Paulo Freire
Paulo Reglus Neves Freire OMC (Recife, 19 de setembro de 1921 – São Paulo, 2 de maio de 1997) foi um educador e filósofo brasileiro. É considerado um dos pensadores mais notáveis na história da pedagogia mundial, tendo influenciado o movimento chamado pedagogia crítica. É também o Patrono da Educação Brasileira.
Seu trabalho teórico envolve uma forte crítica da educação bancária comum em seu tempo, na qual o professor faz "depósitos" de conhecimento no aluno, que os recebe passivamente. Em vez disso, Freire propõe uma educação dialógica, isto é, fundamentada no diálogo. Tal educação é também problematizadora, pois induz os educandos a terem uma postura crítica ante a realidade que os oprime. Freire também é famoso por ter desenvolvido um método de alfabetização de adultos que busca desenvolver essa consciência crítica no momento da alfabetização. Freire, acreditando que todos os homens têm por vocação o ser mais, buscava que eles fossem sujeitos de suas ações, atingissem sua plena realização enquanto seres humanos e fossem capazes de transformar o mundo.
Seu principal trabalho, Pedagogia do Oprimido, livro em que propõe sua pedagogia dialógica, se diferenciou do "vanguardismo" dos intelectuais de esquerda tradicionais, pois defendeu o diálogo com as pessoas simples, e não a imposição de ideias pré-concebidas sobre elas (o que, para Freire, é mero ativismo). Trata-se do terceiro livro mais citado em trabalhos acadêmicos de ciências sociais em todo o mundo.
Foi o brasileiro mais homenageado da história, com pelo menos 35 títulos de Doutor Honoris Causa de universidades da Europa e América; e recebeu diversos galardões como o prêmio da UNESCO de Educação para a Paz em 1986. Em 13 de abril de 2012 foi sancionada a Lei nº 12 612, que declara o educador Paulo Freire Patrono da Educação Brasileira. Embora suas ideias nunca tenham sido amplamente aplicadas em todo o território brasileiro, experiências pontuais são registradas. Na cidade de Diadema, por exemplo, o referencial freireano foi orientador da política pública de educação, na gestão municipal de 2004 a 2008. Segundo uma pesquisa envolvendo três estados brasileiros (São Paulo, Minas Gerais e Paraná), Paulo Freire é o nome de escola mais comum.

## Biografia
Paulo Reglus Neves Freire nasceu em 19 de setembro de 1921 no Recife, capital do estado brasileiro de Pernambuco. Filho de Joaquim Temístocles Freire, capitão da Polícia Militar de Pernambuco e de Edeltrudes Neves Freire, Dona Tudinha, Paulo teve uma irmã, Stela, e dois irmãos, Armando e Temístocles. A irmã Stela foi professora primária do Estado. Armando, funcionário da prefeitura da cidade do Recife, abandonou os estudos aos 18 anos, não chegou a concluir o curso ginasial. Temístocles entrou para o Exército. Aos dois, Paulo agradece emocionado, em uma de suas entrevistas a Edson Passetti, pois começaram a trabalhar muito jovens, para ajudar na manutenção da casa e possibilitar que Paulo continuasse estudando.

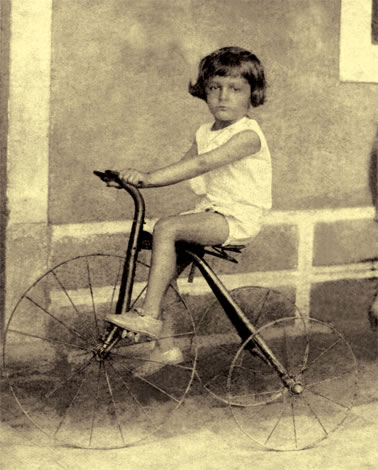
Paulo Freire aos dez anos

Sua família fazia parte da classe média, mas Paulo Freire vivenciou a pobreza e a fome na infância durante a depressão de 1929, uma experiência que o levaria a se preocupar com os mais pobres e o ajudaria a construir seu revolucionário método de alfabetização. Por seu empenho em ensinar os mais pobres, Paulo Freire tornou-se uma inspiração para gerações de professores, especialmente na América Latina e na África. O talento como escritor o ajudou a conquistar um amplo público de pedagogos, cientistas sociais, teólogos e militantes políticos, quase sempre ligados a partidos de esquerda.
A partir de suas primeiras experiências no Rio Grande do Norte, em 1963, quando ensinou 300 adultos a ler e a escrever em 45 dias, Paulo Freire desenvolveu um método inovador de alfabetização, adotado primeiramente em Pernambuco. Seu projeto educacional estava vinculado ao nacionalismo desenvolvimentista do governo João Goulart. Na política, integrou o Partido dos Trabalhadores, tendo sido Presidente da 1ª Diretoria Executiva da Fundação Wilson Pinheiro, fundação de apoio partidária instituída pelo PT em 1981 (antecessora da Fundação Perseu Abramo); além de Secretário de Educação da Prefeitura Municipal de São Paulo na gestão petista de Luiza Erundina (1989-1992).
Freire entrou para a então Universidade do Recife em 1943, hoje UFPE, para cursar a Faculdade de Direito, mas também se dedicou aos estudos de filosofia da linguagem. Apesar disso, nunca exerceu a profissão e preferiu trabalhar como professor numa escola de segundo grau lecionando língua portuguesa. Em 1944, uniu-se em matrimônio com a colega de trabalho Elza Maia Costa de Oliveira, casamento este que durou até o ano de 1986, quando sua esposa morreu. Dois anos depois, em 1988, o educador casou-se com a também pernambucana Ana Maria Araújo, apelidada de "Nita", que além de conhecida desde a infância era sua orientanda no programa de mestrado da Pontifícia Universidade Católica de São Paulo, onde foi professor. Ambas as esposas foram reconhecidas por Paulo como importantes em sua carreira, inclusive quando o educador dedicou seu título de Doutor Honoris Causa na PUC de São Paulo "à memória de uma e à vida da outra". Em 1946, Freire foi indicado ao cargo de diretor do Departamento de Educação e Cultura do Serviço Social no Estado de Pernambuco, onde iniciou o trabalho com analfabetos pobres.

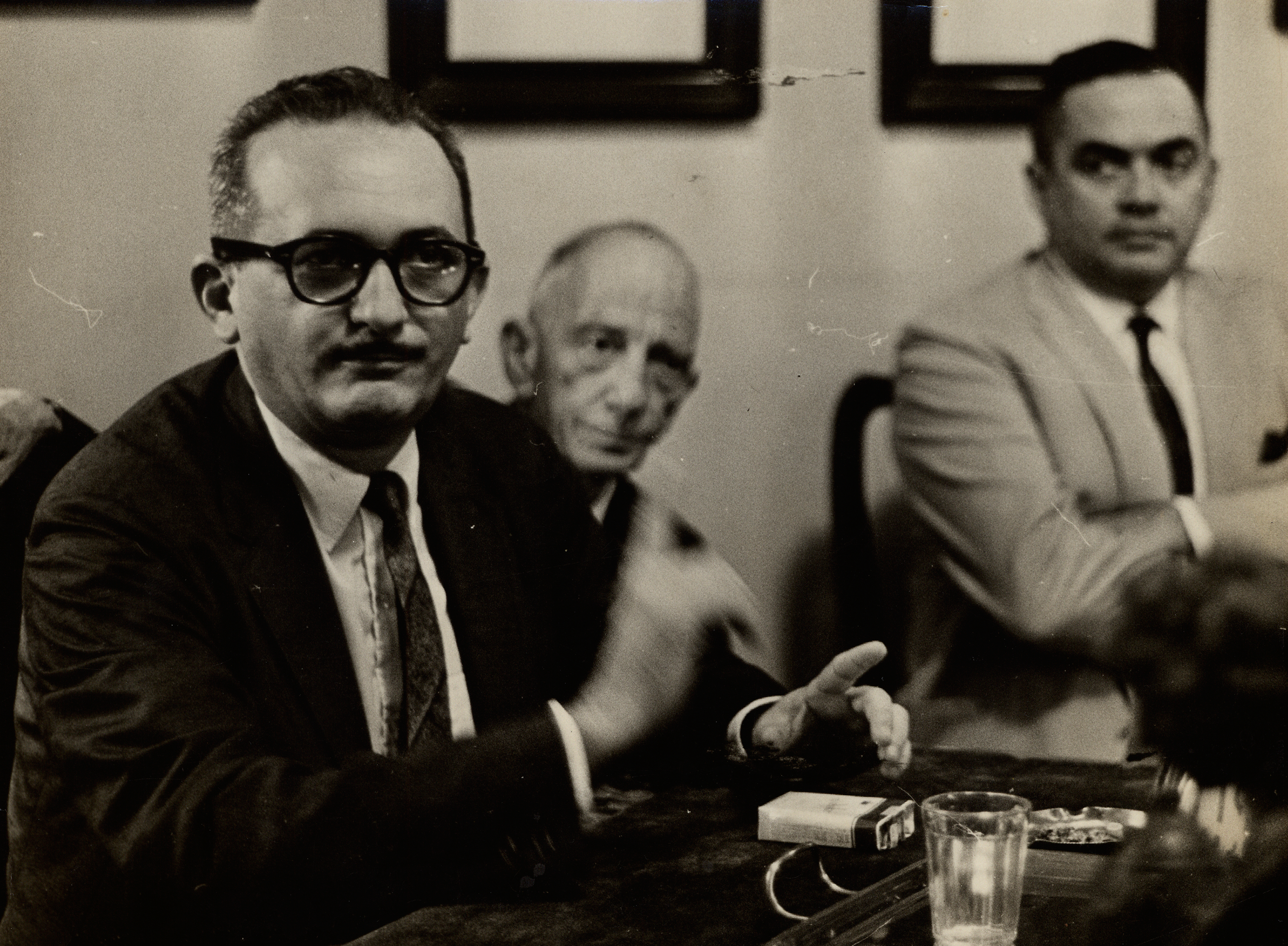
Paulo Freire (1963)

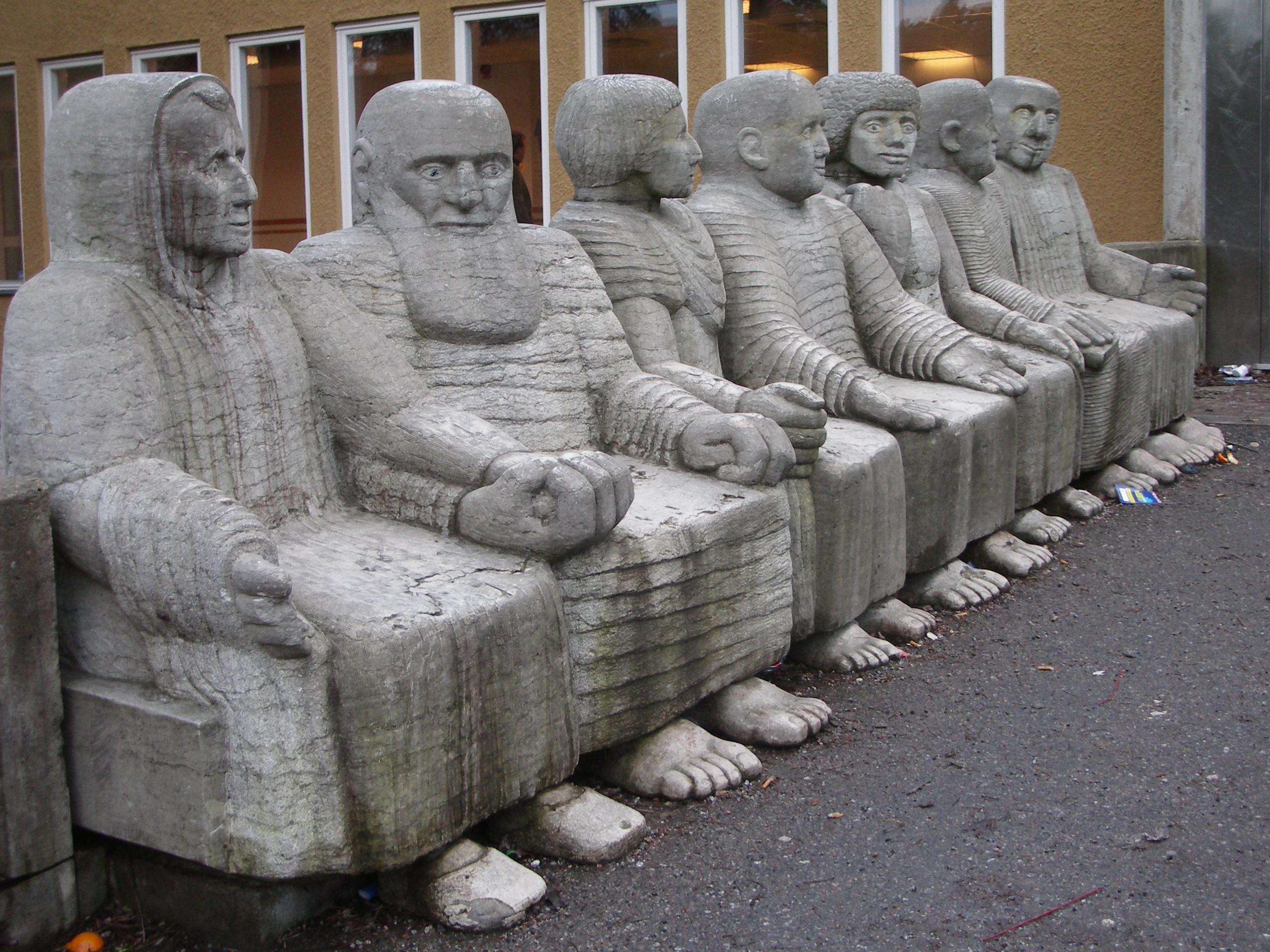
Escultura Efter badet em Estocolmo, Suécia. Paulo Freire (segundo da esquerda para a direita) aparece ao lado de outras seis personalidades internacionais, entre elas Pablo Neruda e Mao Tsé-Tung

Em 1961 tornou-se diretor do Departamento de Extensões Culturais da Universidade do Recife e, no mesmo ano, realizou junto com sua equipe as primeiras experiências de alfabetização popular que levariam à constituição do Método Paulo Freire. Seu grupo foi responsável pela alfabetização de 300 cortadores de cana em apenas 45 dias. Em resposta aos eficazes resultados, o governo brasileiro (que, sob o presidente João Goulart, empenhava-se na realização das reformas de base) aprovou a multiplicação dessas primeiras experiências num Plano Nacional de Alfabetização, que previa a formação de educadores em massa e a rápida implantação de 20 mil núcleos (os "círculos de cultura") pelo País. Em 1964, meses depois de iniciada a implantação do Plano, o golpe militar extinguiu esse esforço. Freire foi encarcerado como traidor por 70 dias. Em seguida passou por um breve exílio na Bolívia e trabalhou no Chile por cinco anos para o Movimento de Reforma Agrária da Democracia Cristã e para a Organização das Nações Unidas para a Agricultura e a Alimentação. Em 1967, durante o exílio chileno, publicou no Brasil seu primeiro livro, Educação Como Prática da Liberdade, baseado fundamentalmente na tese Educação e Atualidade Brasileira, com a qual concorrera, em 1959, à cadeira de História e Filosofia da Educação na Escola de Belas Artes da Universidade do Recife.
O livro foi bem recebido, e Freire foi convidado para ser professor visitante da Universidade Harvard em 1969. No ano anterior, ele havia concluído a redação de seu mais famoso livro, Pedagogia do Oprimido, que foi publicado em várias línguas como o espanhol, o inglês (em 1970) e até o hebraico (em 1981). Em razão da rixa política entre a ditadura militar e o socialismo cristão de Paulo Freire, ele não foi publicado no Brasil até 1974, quando o general Geisel assumiu a presidência do país e iniciou o processo de abertura política. Depois de um ano em Cambridge, Freire mudou-se para Genebra, na Suíça, trabalhando como consultor educacional do Conselho Mundial de Igrejas. Durante esse tempo, atuou como consultor em reforma educacional em ex-colônias portuguesas na África, particularmente na Guiné-Bissau e em Moçambique.
Com a Anistia em 1979 Freire pôde retornar ao Brasil, mas só o fez em 1980. Filiou-se ao Partido dos Trabalhadores na cidade de São Paulo, e atuou como supervisor para o programa do partido para alfabetização de adultos de 1980 até 1986. Quando o PT venceu as eleições municipais paulistanas de 1988, iniciando-se a gestão de Luiza Erundina (1989-1993), Freire foi nomeado secretário de Educação da cidade de São Paulo. Exerceu esse cargo de 1989 a 1991. Dentre as marcas de sua passagem pela secretaria municipal de Educação está a criação do Movimento de Alfabetização de Jovens e Adultos (MOVA), um modelo de programa público de apoio a salas comunitárias de Educação de Jovens e Adultos que até hoje é adotado por numerosas prefeituras e outras instâncias de governo.
Em 1991 foi fundado em São Paulo o Instituto Paulo Freire, para estender e elaborar as ideias de Freire. O instituto mantém até hoje os arquivos do educador, além de realizar numerosas atividades relacionadas com o legado do pensador e a atuação em temas da educação brasileira e mundial.
Em 1992, concedeu entrevista para o Museu da Pessoa, como parte do projeto Memória Oral do Idoso. Em sua fala, conta sobre a sua infância em meio à crise econômica da década de 1920. Esse contexto social o influenciou em sua carreira como educador e nos ideais que defendeu durante toda a sua vida: "Mas, essa experiência, que foi uma experiência de um lado de fome, do outro uma experiência de discriminação, eu via, por exemplo, como os meninos de classe média abastada, por exemplo, discriminavam os meus colegas [...] Quer dizer, desde menino que eu quase que me arrepiava diante de qualquer manifestação discriminatória. Não importa de que". Paulo Freire também compartilhava um otimismo com a juventude da época, que vivenciava o movimento caras-pintadas.
Freire morreu de um ataque cardíaco em 2 de maio de 1997, às 6h53, no Hospital Albert Einstein, em São Paulo, devido a complicações em uma operação de desobstrução de artérias. O Estado Brasileiro, por meio do Ministério da Justiça, no Fórum Mundial de Educação Profissional de 2009, realizado em Brasília, fez o pedido de perdão post mortem à viúva e à família do educador, assumindo o pagamento de "reparação econômica".

## Contribuições teóricas
Não existe tal coisa como um processo de educação neutra. Educação ou funciona como um instrumento que é usado para facilitar a integração das gerações na lógica do atual sistema e trazer conformidade com ele, ou ela se torna a "prática da liberdade", o meio pelo qual homens e mulheres lidam de forma crítica com a realidade e descobrem como participar na transformação do seu mundo.— Richard Shaull, com base em Paulo Freire

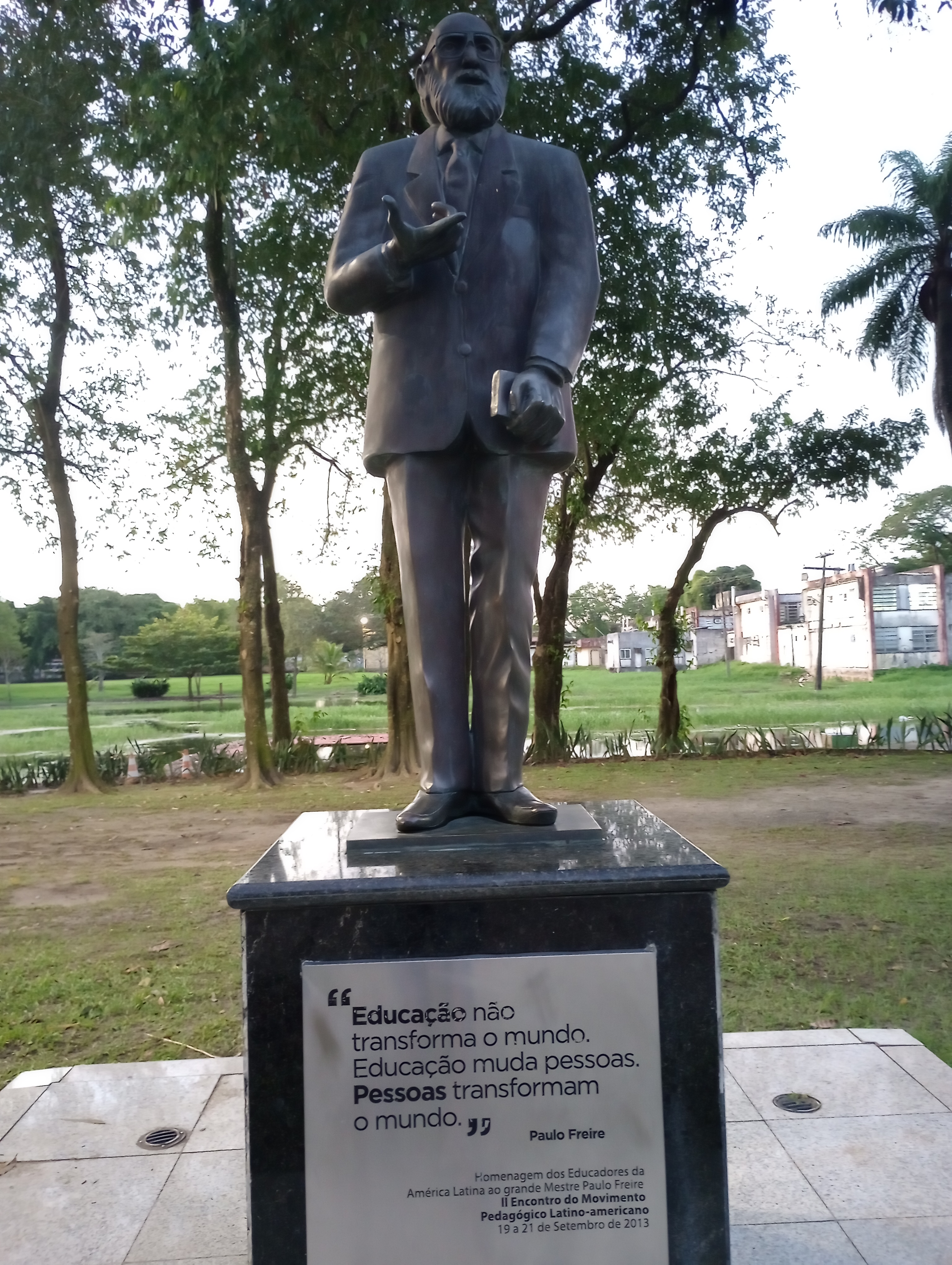
Estátua de Paulo Freire na Universidade Federal de Pernambuco

Em meados da década de 40, o Governo Federal, de acordo com Lourenço Filho, coordenador das iniciativas do MEC, visava alfabetizar a população "para que esse marginalismo desapareça", e, para isso, lançou a Campanha de Educação de Adolescentes e Adultos (CEAA), Campanha Nacional de Educação Rural (CNER) e Sistema Rádio Educativo Nacional (SIRENA), que seguiam as orientações do pedagogo e missionário Frank Laubach. O método entrou em declínio, segundo Vanilda Paiva, pois "objeta-se (...) a sua falta de adequação às novas condições criadas pela política ‘desenvolvimentista’" e considerado pouco adequado aos adultos e às variadas regiões brasileira, estimulando outros grupos a se organizarem e buscarem novas soluções para o problema da alfabetização. Dessa vez, pelo viés popular, com a valorização dos conhecimentos e experiências previamente adquiridas pelo analfabeto, e com o objetivo não só da alfabetização, mas também da politização. Iniciava-se o Método Paulo Freire.
Paulo Freire contribuiu com uma filosofia da educação que veio não só das abordagens mais clássicas decorrentes de Platão, mas também da fenomenologia-existencial, de pensadores marxistas e anticolonialistas modernos. De muitas maneiras a sua obra Pedagogia do Oprimido (1970) pode ser melhor lida como uma extensão, ou de resposta, de Os Condenados da Terra (1961) de Frantz Fanon, que enfatizava a necessidade de dotar as populações nativas com uma educação que era ao mesmo tempo nova e moderna (em vez de tradicional) e anticolonial (e não simplesmente uma extensão da cultura do colonizador).
Na Pedagogia do Oprimido (1970), Freire reprisa a distinção entre opressores e oprimidos e diferencia entre as posições em uma sociedade injusta: o opressor e o oprimido. Sua influência mais direta para tal distinção remonta a Hegel, à relação mestre-escravo, expressa na obra Fenomenologia do Espírito.
Freire defende que a educação deve permitir que os oprimidos possam recuperar o seu senso de humanidade e, por sua vez, superar a sua condição. No entanto, ele reconhece que para que isso ocorra, o indivíduo oprimido deve desempenhar um papel na sua libertação. Como ele afirma:
Nenhuma pedagogia que seja verdadeiramente libertadora pode permanecer distante do oprimido, tratando-os como infelizes e apresentando-os aos seus modelos de emulação entre os opressores. Os oprimidos devem ser o seu próprio exemplo na luta pela sua redenção— Freire, 1970, p. 54
Da mesma forma, os opressores devem estar dispostos a repensarem seu modo de vida e a examinarem seu próprio papel na opressão se a verdadeira libertação deve ocorrer: "aqueles que autenticamente se comprometem com o povo devem reexaminar-se constantemente" (Freire, 1970, p. 60).

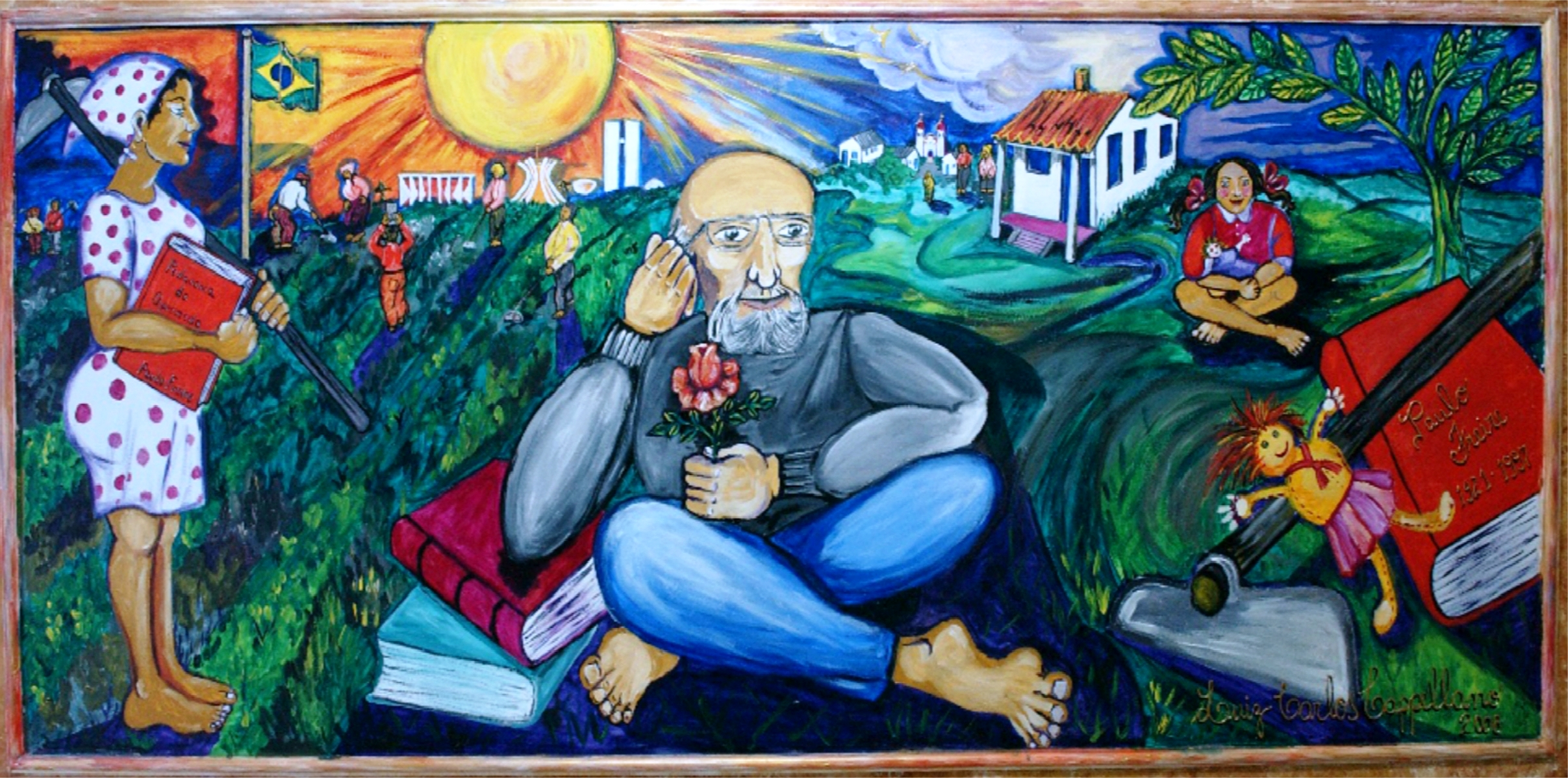
Painel Paulo Freire no Centro de Formação, Tecnologia e Pesquisa Educacional (CEFORTEPE) da Secretaria Municipal de Educação de Campinas

Freire acredita que a educação é um ato político que não pode ser divorciado da pedagogia. Ele definiu este como um princípio principal da pedagogia crítica. Professores e alunos devem estar cientes das "políticas" que cercam a educação. A forma como os alunos são ensinados e o que lhes é ensinado serve a uma agenda política. Professores, eles próprios, têm noções políticas que trazem para a sala de aula (Kincheloe, 2008).
Freire acredita que "a educação faz sentido porque mulheres e homens aprendem que através da aprendizagem podem fazerem-se e refazerem-se, porque mulheres e homens são capazes de assumirem a responsabilidade sobre si mesmos como seres capazes de conhecerem." (Freire, 2004, p. 15).
Além de pensadores marxistas, Paulo Freire possui influência de outras correntes de pensamento, como a fenomenologia-existencial. Segundo Mendonça (2006), a preocupação primordial de Freire volta-se para a ontologia do ser humano, que está ligada ao exercício da condição de sujeitos dada historicamente. Desse modo, surge a práxis humana "como um compromisso histórico que, ao endereçar os sujeitos ao mundo, possibilita, ao mesmo tempo, a transformação da realidade e dos próprios seres humanos." (p. 16).
Filósofos como Martin Heidegger e Jean Paul Sartre, Gabriel Marcel e Karl Jaspers desenvolvem pensamentos existencialistas, cujos princípios se encontram em Kierkegaard e influenciam efetivamente Paulo Freire (MENDONÇA, 2006). Ainda na sua obra Pedagogia do Oprimido, Paulo Freire cita diretamente o Sartre: "Na verdade, não há eu que se constitua sem um não eu. Por sua vez, não eu constituinte do eu se constitui na constituição do eu constituído. Desta forma, o mundo constituinte da consciência se torna mundo da consciência, um percebido objetivo seu, ao qual se intenciona. Daí, a afirmação de Sartre, anteriormente citada: ‘consciência e mundo se dão ao mesmo tempo’" (Freire, 1987, p. 71).
A fenomenologia de Paulo Freire articula-se com o existencialismo. "É também sob marcante influência do existencialismo que se pode compreender a filosofia da educação de Paulo Freire, para quem a educação é prática da liberdade e a pedagogia, processo de conscientização" (Severino, 2000, p. 303). Embora, faça referência a Sartre, é o existencialismo cristão de Jaspers e Gabriel Marcel que predomina.
O pensamento existencialista enquanto se ocupa do ser humano, tem importância para a educação, na medida em que esclarece a condição dele no mundo. "Paulo Freire (1996) sofre influências desta corrente e a desenvolve em sua Pedagogia. Se por um lado, uma educação é possível a partir do pensamento de Sartre (1987), de outro, encontra-se a humanização na pedagogia de Freire" (MENDONÇA, 2006, p. 161), que objetiva, finalmente, a humanização das relações no processo de ensino/aprendizagem.

### Modelo bancário de educação
Em termos de pedagogia, Freire é mais conhecido por seu ataque sobre o que chamou de conceito "bancário" da educação, em que o aluno é visto como uma conta vazia a ser preenchida pelo professor. Ele observa que "transformar os alunos em objetos receptores é uma tentativa de controlar o pensamento e a ação, leva homens e mulheres a ajustarem-se ao mundo e inibe o seu poder criativo" (Freire, 1970, p. 77). Para Freire a leitura não se esgota (e nem pode se esgotar) na decodificação da palavra escrita, mas se antecipa e se alonga na inteligência do mundo. Esta crítica básica não era nova - a concepção da criança como um aprendiz ativo de Rousseau já era um passo além da ideia de tabula rasa (que é basicamente o mesmo que o "conceito bancário"). Além disso, pensadores como John Dewey também são fortemente críticos da transmissão de meros fatos como o objetivo da educação. Dewey muitas vezes descrevia a educação como um mecanismo de mudança social, explicando que "a educação é um regulamento do processo de vir a partilhar a consciência social; e que o ajustamento da atividade individual com base nessa consciência social é o único método seguro de reconstrução social" (1897, p. 16). O trabalho de Freire, no entanto, atualizou o conceito e colocou-o em contexto com as teorias e práticas de educação atuais, que estabelece as bases para o que hoje é chamado pedagogia crítica.
Seus trabalhos críticos sobre a educação bancária têm incentivado pesquisadores nacionais e internacionais em diversas áreas, como finanças e economia. Alguns pesquisadores brasileiros da atualidade começam a questionar, por exemplo, se o ensino de educação ou alfabetização financeira nas escolas deveria se emancipar da educação bancária e adotar um modelo mais crítico de ensino e aprendizagem desde os primeiros anos.

### Cultura do silêncio
Segundo Freire, o sistema de relações sociais dominantes cria uma "cultura do silêncio", que infunde uma autoimagem negativa, silenciada e suprimida aos oprimidos. O aluno deve desenvolver uma consciência crítica, a fim de reconhecer que esta cultura do silêncio é criada para oprimir. A cultura do silêncio também pode fazer com que os "indivíduos dominados percam o meio pelo qual respondem de forma crítica à cultura que é forçada sobre eles pela cultura dominante".
A dominação social de raça e classe é entrelaçada no sistema de ensino convencional, através do qual a "cultura do silêncio" elimina os "caminhos de pensamento que levam a uma linguagem crítica".

## Legado

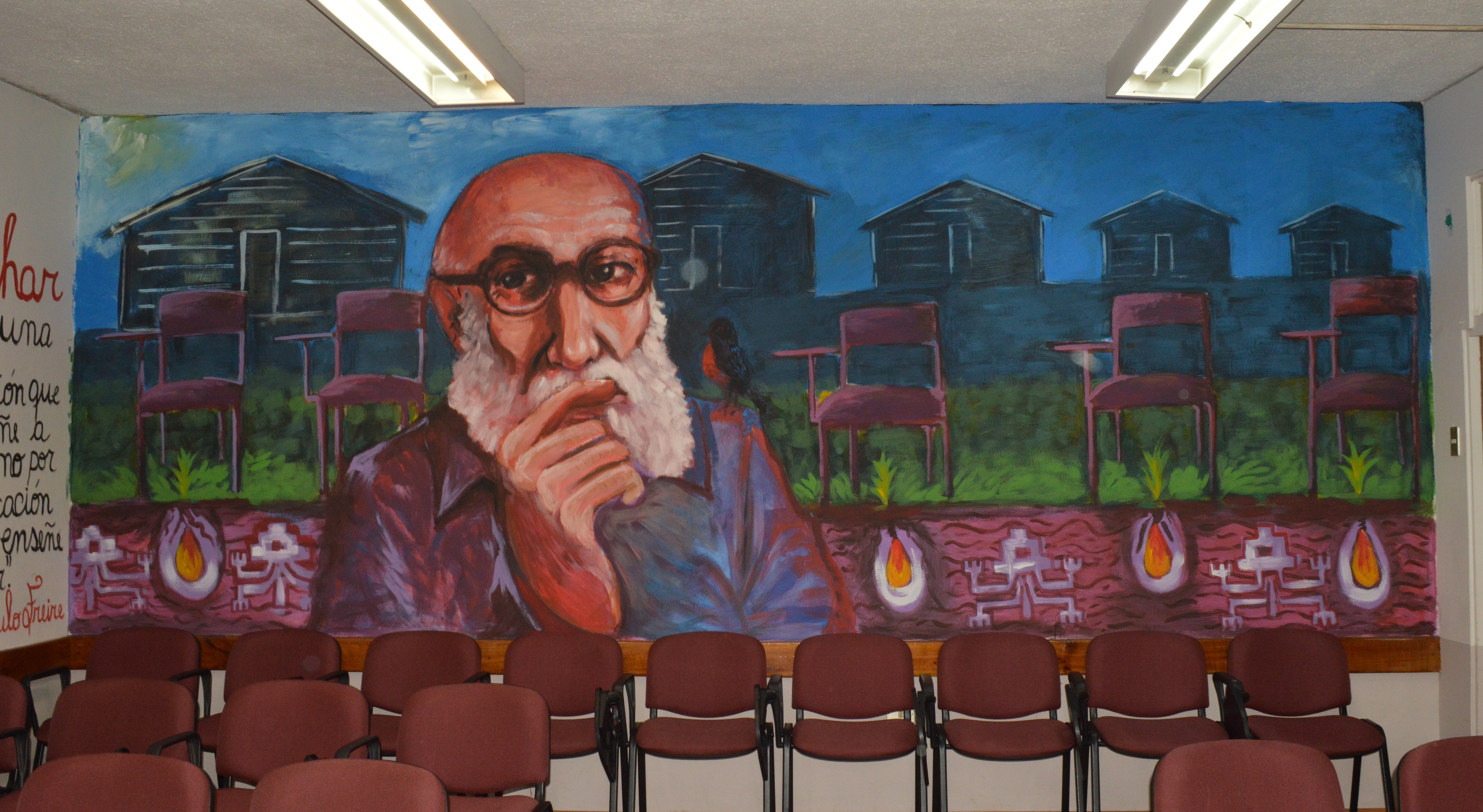
Mural de Paulo Freire na Faculdade de Educação e Humanidades da Universidade do Bío-Bío, no Chile

Os principais expoentes de Freire na América do Norte são Henry Giroux, Peter McLaren, Donaldo Macedo, Joe L. Kincheloe, Carlos Alberto Torres, Ira Shor e Shirley R. Steinberg. Um dos textos editados por McLaren, Paulo Freire: A Critical Encounter expõe o impacto de Freire no campo da educação crítica. McLaren também fornece um estudo comparativo entre Freire e o ícone revolucionário argentino Che Guevara. O trabalho de Freire influenciou o movimento chamado "matemática radical" nos Estados Unidos, que enfatiza questões de justiça social e pedagogia crítica como componentes de currículos de matemática. Em 2014, a escola paulo freiriana Revere High School recebeu o prêmio de melhor instituição pública de ensino médio dos Estados Unidos.
Na África do Sul, as ideias e métodos de Freire foram fundamentais para o Movimento da Consciência Negra (em inglês:  Black Consciousness Movement), muitas vezes associado com a figura de Steve Biko, na década de 1970. Há um projeto sobre Paulo Freire na Universidade de KwaZulu-Natal em Pietermaritzburg.

Em 1991, o Instituto Paulo Freire foi criado em São Paulo para ampliar e elaborar as suas teorias da educação popular. O instituto já tem projetos em muitos países e está sediada na Escola de Educação e Estudos de Informação da Universidade da Califórnia em Los Angeles (UCLA), onde arquivos de Freire são mantidos. O diretor é o Dr. Carlos Torres, professor da UCLA e autor de livros freireanos incluindo A praxis educativa de Paulo Freire (1978). Desde a publicação da edição anglófona da obra Pedagogia do Oprimido, Freire alcançou status quase icônico em programas de formação de professores dos Estados Unidos.

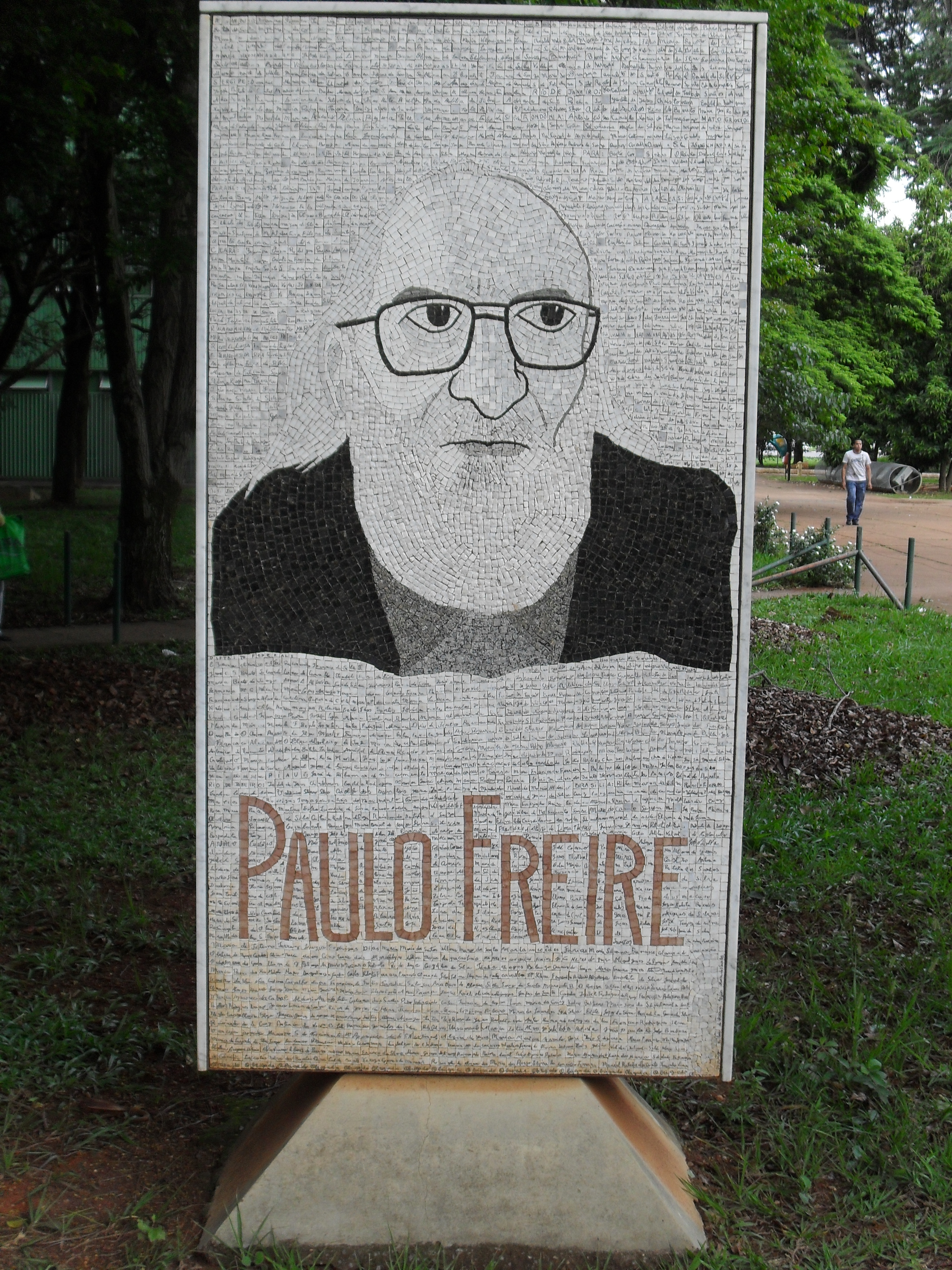
Monumento a Paulo Freire em Brasília, Brasil

Em 2016, duas pesquisas demonstram o impacto de sua obra a nível mundial. A Open Syllabus pesquisou em mais de um milhão de programas de estudos de universidades dos Estados Unidos, Reino Unido, Austrália e Nova Zelândia e descobriu que Pedagogia do Oprimido é o 99º livro mais citado, fazendo do pedagogo o único brasileiro entre os 100 mais citados e o segundo melhor colocado no campo da educação, perdendo apenas para Teaching for Quality Learning in University: What the Student Does, de John Biggs. Uma pesquisa da London School of Economics descobriu que Pedagogia do Oprimido é o terceiro livro mais citado mundialmente na área das Ciências Sociais, segundo dados do Google Acadêmico.

## Críticas e controvérsias
As propostas de abordagem político-educacionais tecidas por Paulo Freire são consideradas controversas e têm sido alvo de críticas e objeções por parte de correntes discordantes.
Desde os anos 1960, Paulo Freire recebeu muitos rótulos, incluindo “nacional desenvolvimentista”, “escolanovista”, “indutivista”, “não-diretivo”, “neo-anarquista católico”, entre outros. Paulo Freire, diante de tais críticas evitava polêmicas, assumindo suas ingenuidades. Contudo, não tolerava críticas em relação a uma suposta indecisão quanto à sua ótica de classe.
Segundo os críticos, em seus estudos executados no período compreendido entre os anos de 1960 a 1964, Paulo Freire, negava a sociedade opressora e a sua dominação, mas não esclarecia suficientemente como superar os problemas apontados, não revelando objetivamente o tipo de revolução que se poderia desencadear e as bases socioeconômicas que deveriam dar suporte à nova estrutura do poder. Deste modo, Paulo Freire podia ser visto nesses estudos como um idealista e como um liberal, não negando o sistema capitalista.

## Centenário
Em 2021, Freire completaria 100 anos. Diversas homenagens foram realizadas, incluindo um doodle do Google.

### Dossiê da Revista Brasileira de Pesquisa em Educação em Ciências
Em editorial publicado pela Revista Brasileira de Pesquisa em Educação em Ciências em 19 de setembro de 2021, é apresentado um dossiê comemorando os 100 anos de Paulo Freire, são apresentados quatorze artigos, produzidos por pesquisadores de diferentes regiões do Brasil e da América Latina, os quais estão divididos em cinco grupos, a saber: teórico, revisão bibliográfica, contexto de formação básica, contexto de formação inicial e contexto não-escolar. Assim, ele simboliza uma pequena parcela das publicações relacionadas às obras de Paulo Freire, no contexto da Educação em Ciências, mas é representativo da amplitude do diálogo que pode ser estabelecido com às perspectivas educacionais.
O primeiro grupo envolve três artigos que têm como foco o aprofundamento teórico-metodológico de alguns aspectos da perspectiva freireana e possíveis relações com a Educação Ciência-Tecnologia-Sociedade (CTS). Considerando a educação escolar, o primeiro artigo do dossiê, intitulado: "Alteridade, Pesquisa na Educação em Ciências e a Perspectiva Freireana", de autoria de Demétrio Delizoicov e Antônio Fernando Gouvêa da Silva, aborda as especificidades da contextualização da concepção de educação de Paulo Freire e a contribuição de Enrique Dussel para a dimensão axiológica do currículo. E, no contexto dessas discussões, os autores apresentam argumentos que fundamentam a alteridade na implementação da concepção freireana na educação escolar. Em "Freire, Fermento entre os Oprimidos: Continua Sendo?", o autor Décio Auler problematiza algumas questões da obra de Paulo Freire e sinaliza que há uma incompletude e fragilidade quanto a aspectos que envolvem a concepção de sujeitos históricos. Para superar essa incompletude, o autor aponta aproximações entre Freire e o Pensamento Latino-Americano em Ciência-Tecnologia-Sociedade (PLACTS) e a necessidade de se ampliar a categoria diálogo. E, seguindo esse contexto das aproximações entre Freire e PLACTS, Suiane Ewerling da Rosa e Roseline Beatriz Strieder, no artigo intitulado "Perspectivas para a Constituição de uma Cultura de Participação em Temas Sociais de Ciência-Tecnologia", definem e caracterizam elementos que contribuem para situar e constituir mecanismos ampliados de participação em temas sociais que envolvem ciência-tecnologia, sinalizando caminhos para a constituição de processos democráticos ampliados no contexto da educação CTS.
O segundo grupo é composto por dois artigos de revisão bibliográfica, com foco em pesquisas brasileiras. No artigo "Como Ocorre a Construção e Disseminação do Conhecimento Curricular Freireano? Algumas Sinalizações", Thiago Flores Magoga e Cristiane Muenchen investigam elementos e contextos importantes, que auxiliam na construção e disseminação do conhecimento curricular freireano, tendo como referência a materialização da perspectiva de Temas Geradores. E no trabalho "Releituras de Paulo Freire na Educação em Ciências: Pressupostos da Articulação Freire-CTS", Eliane dos Santos Almeida e Roseline Beatriz Strieder buscam identificar propósitos e pressupostos da articulação entre a Educação CTS e a perspectiva freireana, para compreender por que e para que essa articulação tem sido tecida. De modo geral, os artigos deste grupo sinalizam que há um significativo avanço na pesquisa em Educação em Ciências, quanto a releituras e à materialização de alguns aspectos da obra de Paulo Freire.
O terceiro grupo contempla quatro artigos, os quais mobilizam diferentes aspectos da obra de Paulo Freire para problematizar e buscar uma formação mais crítica, libertadora e contextualizada. Em "A relação Teoria-Prática Docente no Ensino de Ciências: Uma Análise Materialista Histórico-Dialética à Luz da Práxis Autêntica de Freire", Cristiane Aparecida Madureira e Juliana Rezende Torres discutem a relação teoria-prática docente frente à práxis autêntica freireana. As autoras sinalizam que o movimento dialético estruturante da práxis somado à consciência do trabalho docente influencia a dimensão da práxis pedagógica do docente. Enfatizando a transformação das realidades a partir da formação dos estudantes, Fabrício Masaharu Oiwa da Costa, Carla Sarmento Santos e Giselle Watanabe, em "Alguns Parâmetros da Criticidade e da Complexidade em Propostas de Aulas Socioambientais Presenciais e Remotas", analisam a experiência da produção de duas propostas de aula nos contextos remoto e presencial e argumentam a favor de uma formação crítica e complexa. Gabriel Ribeiro Demartini e Antônio Fernando Gouvêa da Silva, em "Abordagem Temática Freireana no Ensino de Ciências e Biologia: Reflexões a partir da Práxis Autêntica", investigam em que medida a educação libertadora pode fundamentar práticas curriculares transformadoras de uma realidade sociocultural injusta. Por fim, Alejandra E. Defago e Raúl Esteban Ithuralde, em "Leyendo una Currícula de Ciencias Naturales en un Abordaje Freiriano: El Caso de los Diseños Curriculares de la Provincia de Buenos Aires, Argentina", ao discutirem aspectos presentes em Projetos Curriculares da província de Buenos Aires, destacam práticas que se aproximam progressivamente da Educação Popular. Em linhas gerais, esses trabalhos sinalizam a importância de considerar a compreensão dos educandos sobre suas realidades no contexto de práticas educativas, construindo vínculos com as comunidades, e contribuindo para a autonomia dos sujeitos.
O quarto grupo representa reflexões sobre a formação inicial de professores visando contribuir para um ensino problematizador da realidade e é composto por quatro artigos. Eril Medeiros da Fonseca, Tassiéllen Soares Antunes Tadeu, André de Azambuja Maraschin e Renata Hernandez Lindemann, no texto "Problematização das Situações-Limite no Contexto do Ensino e Formação em Ciências: Contribuições da Abordagem de Temas com Viés Freireano", identificam e problematizam situações-limite na formação de professores de Ciências, sinalizando possibilidades de enfrentamento da prática pedagógica. Ana Paulo Solino, Polliane Santos de Sousa, Roger Magalhães da Silva e Simoni Gehlen, em "O Tema Gerador na Formação de Pedagogas do alto Sertão Alagoano: Da Escuta Sensível ao Planejamento de Ciências", discutem os desafios e potencialidades na elaboração de planejamentos didáticos-pedagógicos para a Educação em Ciência à luz da Abordagem Temática Freireana. Fábio Peres Gonçalves, Renata Aragão da Silveira e Lya Piaia, em "A Problematização do Formador de Professores de Química no Estudo da Abordagem Temática: Uma Análise Constituinte de um Processo de Comunicação", investigam a problematização promovida por um formador em uma proposta baseada na Abordagem Temática no contexto de estágio curricular de Química. No contexto de educação do campo, Daniela Corsino Sandron Colombo, Danilo Seithi Kato e Marilisa Hoffmann, em "Diálogos Interculturais entre Conhecimentos Tradicionais e Conhecimentos Científicos em uma Comunidade Geraizeira: Um Olhar Freiriano na Licenciatura em Educação do Campo", analisam as potencialidades de diálogos interculturais no Ensino de Ciências, a partir da vivência de uma licencianda. Em síntese, os trabalhos deste grupo buscam romper com uma prática docente descontextualizada e a problemática, destacando as contribuições da Abordagem Temática Freireana, das situações-limite e dos Temas Geradores. Ainda, eles contribuem para reflexões sobre o papel docente na educação libertadora e a dinâmica da Pedagogia da Alternância.
Encerrando o dossiê temático, o quinto grupo envolve reflexões sobre a obra de Paulo Freire em contexto não-escolar. No artigo "Diseños Globales e Historias Locales: Origen y Desarrollo de una Propuesta Educativa en un Museo Interactivo de Ciencias y Tecnologías en el Sur", Manuel Franco-Avellaneda e Diego Corrales-Caro, fundamentados no referencial freireano e nos estudos sociais da ciência e tecnologia, os autores apresentam as condições de produção, desenvolvimento e consolidação de uma proposta educativa no contexto de um museu interativo de Ciência e Tecnologia em Bogotá, na Colômbia.

## Honrarias

### Títulos de DoutorHonoris Causa
| Data                            | Instituição                                                         | Descrição do título                | Referências     |
| ------------------------------- | ------------------------------------------------------------------- | ---------------------------------- | --------------- |
| 23 de junho de 1973             | The Open University                                                 | Doctor of the University           | [ 76 ] [ 77 ]   |
| 3 de fevereiro de 1975          | Universidade Católica de Lovaina                                    |                                    | [ 78 ]          |
| 29 de abril de 1978             | Universidade de Michigan                                            | Doctor of Laws                     | [ 79 ] [ 80 ]   |
| 6 de junho de 1979              | Universidade de Genebra                                             | Docteur és Sciences de L'éducation | [ 81 ] [ 82 ]   |
| 29 de julho de 1986             | New Hamphire College (atual Southern New Hampshire University [en]) | Doctor of Humane Letters           | [ 83 ]          |
| 29 de março de 1987             | Universidade de San Simon                                           |                                    | [ 84 ]          |
| 8 de maio de 1987               | Universidade Federal de Santa Maria                                 |                                    | [ 85 ]          |
| 2 de fevereiro de 1988          | Universidade de Barcelona                                           |                                    | [ 86 ] [ 87 ]   |
| 27 de abril de 1988             | Universidade Estadual de Campinas                                   |                                    | [ 88 ]          |
| 14 de junho de 1988             | Universidade Federal do Ceará                                       |                                    | [ 89 ]          |
| 11 de novembro de 1988          | Universidade Federal de Goiás                                       |                                    | [ 90 ]          |
| 23 de janeiro de 1989           | Universidade de Bolonha                                             |                                    | [ 91 ] [ 92 ]   |
| 26 de maio de 1990              | Universidade de Massachusetts Amherst                               | Doctor of Laws                     | [ 93 ]          |
| 21 de dezembro de 1990          | Universidade Federal do Pará                                        |                                    | [ 94 ]          |
| 26 de dezembro de 1991          | Universidade Complutense de Madri                                   |                                    | [ 95 ] [ 96 ]   |
| 1991                            | Universidade Federal de Alagoas                                     |                                    | [ 97 ]          |
| 20 de março de 1992             | Universidade de Mons-Hainaut [en]                                   |                                    | [ 98 ]          |
| 3 de julho de 1992              | Universidade de El Salvador                                         |                                    | [ 99 ] [ 100 ]  |
| 30 de abril de 1993             | Universidade Federal do Rio de Janeiro                              |                                    | [ 101 ]         |
| 9 de maio de 1993               | Universidade de Illinois                                            | Doctor of Humane Letters           | [ 102 ]         |
| 14 de setembro de 1993          | Universidade Federal Rural do Rio de Janeiro                        |                                    | [ 103 ]         |
| 27 de maio de 1994              | Universidade Federal de Uberlândia                                  |                                    | [ 104 ]         |
| 20 de outubro de 1994           | Universidade Federal do Rio Grande do Sul                           |                                    | [ 105 ] [ 106 ] |
| 14 de agosto de 1995            | Universidade Federal de Juiz de Fora                                |                                    | [ 107 ]         |
| 17 de outubro de 1995           | Universidade de Estocolmo                                           |                                    | [ 108 ] [ 109 ] |
| 1996                            | Universidade de Nebraska                                            | Doctor of Humane Letters           | [ 110 ]         |
| 1996                            | Universidade Nacional de San Luis                                   |                                    | [ 111 ]         |
| 1996                            | Universidade Federal Fluminense                                     |                                    | [ 112 ]         |
| 1996                            | Universidade de Lisboa                                              |                                    | [ 113 ]         |
| 1996                            | Universidade Nacional de Rio Cuarto                                 |                                    | [ 114 ]         |
| Títulos concedidos in memoriam: |                                                                     |                                    |                 |
| 7 de julho de 1997              | Universidade de Oldenburgo                                          |                                    | [ 115 ]         |
| 1998                            | Universidade de Chapman                                             |                                    | [ 116 ]         |
| 26 de maio de 1999              | Universidade do Algarve                                             |                                    | [ 117 ]         |
| 2003                            | Universidade de Havana                                              |                                    | [ 118 ]         |
| 2011                            | Universidade de Brasília                                            |                                    | [ 119 ]         |
| 2019                            | Universidade do Estado do Pará                                      |                                    | [ 120 ]         |

### Outras honrarias
- King Baudouin International Development Prize [en] de 1980, entregue pela Fundação King Baudouin, que tem como objetivo servir a sociedade. Paulo Freire foi a primeira pessoa a receber o prêmio. Ele foi nomeado pelo Dr. Mathew Zachariah, Professor de Educação na Universidade de Calgary;[121]
- Prêmio William Rainey Harper da Religious Education Association (Associação de Educação Religiosa, em inglês), 1983.[122]
- Prêmio de Educação para a Paz [en], da UNESCO, 1986;[7]
- Incluído no Salão da Fama da Educação de Adultos e Continuada [en], 2008;[123]
- Incluído no Reading Hall of Fame (Salão da Fama da Leitura, em inglês);[123]
- Ordem do Mérito Cultural, Ministério da Cultura, 2011;[124]
- Uma escola pública independente de Chicopee, Massachusetts, é denominada Paulo Freire Social Justice Charter School [en].[125]
- Em 19 de setembro de 2024, os Correios lançaram selos e carimbos em sua homenagem.[126]

## Obras
- 1959: Educação e atualidade brasileira. Recife: Universidade Federal do Recife, 139p. (tese de concurso público para a cadeira de História e Filosofia da Educação de Belas Artes de Pernambuco).
- Paulo Freire. A propósito de uma administração. Imprensa Universitária; 1961.
- 1963: Alfabetização e conscientização. Porto Alegre: Editora Emma.
- Paulo Freire. Educação como prática da liberdade. Paz e Terra; 2000. ISBN 978-85-219-0109-9
- Paulo Freire; Raul Veloso; Luís Fiori. Educação e conscientização: extensionismo rural. CIDOC; 1968.
- Paulo Freire. Extensão ou comunicação?. Paz e Terra; 2001. ISBN 978-85-219-0427-4.
- Paulo Freire. Ação cultural para a liberdade e outros escritos. Paz e Terra; 2007. ISBN 978-85-7753-023-6.
- Paulo Freire. Cartas a Guine-Bissau: registros de uma experiência em processo. Paz e Terra; 1984.
- Paulo Freire. Os cristãos e a libertação dos oprimidos. Edições Base; 1978
- 1979: Consciência e história: a práxis educativa de Paulo Freire (antologia). São Paulo: Loyola.
- 1979: Educação e mudança. Rio de Janeiro: Paz e Terra, 112 p.
- 1979: Multinacionais e trabalhadores no Brasil. São Paulo: Brasiliense, 226 p.
- 1980: Quatro cartas aos animadores e às animadoras culturais. República de São Tomé e Príncipe: Ministério da Educação e Desportos, São Tomé.
- 1980: Conscientização: teoria e prática da libertação; uma introdução ao pensamento de Paulo Freire. São Paulo: Moraes, 102 p.
- 1981: Ideologia e educação: reflexões sobre a não neutralidade da educação. Rio de Janeiro: Paz e Terra.
- 1982: Sobre educação (Diálogos), Vol. 1. Rio de Janeiro: Paz e Terra ( 3 ed., 1984), 132 p. (Educação e comunicação, 9).
- Paulo Freire; Antonio Faundez. Por uma pedagogia da pergunta. Paz e Terra; 2002
- Paulo Freire; Adriano Nogueira; Débora Mazza. Fazer escola conhecendo a vida. Papirus; 1986
- Paulo Freire; Sérgio Guimarães. Aprendendo com a própria história. Editora Paz e Terra; 2000. ISBN 978-85-219-0371-0
- Paulo Freire; Adriano Nogueira; Debora Maza. Na escola que fazemos: uma reflexão interdisciplinar em educação popular. Edit. Vozes Ltda.; 1990. ISBN 978-85-326-0237-4.
- Paulo Freire; Adriano Nogueira. Que fazer: teoria e prática em educação popular. Vozes; 1989.
- Paulo Freire. Paulo Freire conversando con educadores. Ed. Roca Viva; 1990.
- Paulo Freire; Donaldo Pereira Macedo. Alfabetização: leitura do mundo, leitura da palavra. Paz e Terra; 1990
- Paulo Freire, A Educação na cidade. Cortez Editora; 1991.
- Paulo Freire, A importância do ato de ler: em três artigos que se completam. Cortez; 2008
- Paulo Freire. Pedagogia da esperança: um reencontro com a pedagogia do oprimido. Paz e Terra; 1997. ISBN 978-85-219-0010-8.
- Paulo Freire, Professora sim, tia não: cartas a quem ousa ensinar. Olho d'Água; 2008
- Paulo Freire, Política e educação: ensaios. Cortez Editora; 1993.
- Paulo Freire, Ana Maria Araújo Freire, Cartas a Cristina: reflexões sobre minha vida e minha práxis, 2003, Editora UNESP, ISBN 978-85-7139-483-4
- Paulo Freire, ‎Frei Betto, Essa escola chamada vida, 1994, Ed. Ática, ISBN 978-85-08-02764-4
- Myles Horton; Paulo Freire; Brenda Bell. O caminho se faz caminhando: conversas sobre educação e mudança social. Vozes; 2003. ISBN 978-85-326-2815-2.
- Paulo Freire, Ana Maria Araújo Freire, À sombra desta mangueira, Olho d'Água. 1995, ISBN 978-85-85428-15-0.
- Paulo Freire, Sérgio Guimarães, Moacir Gadotti, Pedagogia: diálogo e conflito, 1986, Cortez Editora Autores Associados
- Paulo Freire, Ira Schor, Medo e ousadia: o cotidiano do professor, 1997, Paz e Terra
- Paulo Freire, Pedagogia da autonomia: saberes necessários à prática educativa, 1996, 2009, Paz e Terra, ISBN 978-85-7753-015-1,
- Paulo Freire, Pedagogia da Indignação: cartas pedagógicas e outros escritos ], 2000, Editora Unesp, ISBN 978-85-7139-291-5
- Paulo Freire, Sérgio Guimarães, A África ensinando a gente: Angola, Guiné-Bissau, São Tomé e Príncipe, 2003, Paz e Terra, ISBN 978-85-219-0646-9
- Paulo Freire. Pedagogia do Oprimido. Editora Paz e Terra; 1968, 2014 Última Edição,

## Cátedras
As Cátedras Paulo Freire são instituições que preservam a memória e produção da pedagogia de Paulo Freire. Organizam-se com o objetivo de realizar atividades de pesquisa, estudos coletivos (grupos de leitura), cursos de extensão e apresentação de projetos que valorizem a pedagogia crítica, relevante contribuição social, política e pedagógica de Paulo Freire à humanidade, socializando o conhecimento presente no pensamento freireano, que teve no Método Paulo Freire, uma importante contribuição para a educação popular. Pedagogia do Oprimido e todas as suas obras são preservadas, estudadas e difundidas nas cátedras existentes no Brasil e no mundo.
| Cátedra                                                 | Instituição                                                                | Coordenação                                              |
| ------------------------------------------------------- | -------------------------------------------------------------------------- | -------------------------------------------------------- |
| Cátedra do Oprimido                                     | Universitas Paulo Freire Instituto Paulo Freire Universidade Nove de Julho | José Eustáquio Romão                                     |
| Cátedra Livre Paulo Freire                              | Universidade Federal de Viçosa                                             | Arthur Meucci                                            |
| Cátedra Paulo Freire                                    | Pontifícia Universidade Católica de São Paulo                              | Ana Maria Saul                                           |
| Cátedra Paulo Freire                                    | Universidade Federal de Pernambuco                                         | Maria Eliete Santiago                                    |
| Cátedra Paulo Freire                                    | Universidade Católica de Santos                                            | Alexandre Saul                                           |
| Cátedra Paulo Freire - Educação para a Sustentabilidade | Universidade Federal Rural de Pernambuco                                   | Monica Lopes Folena Araújo                               |
| Cátedra Paulo Freire da Amazônia                        | Universidade do Estado do Pará                                             | Ivanilde Apoluceno de Oliveira João Colares da Mota Neto |
| Cátedra Paulo Freire de Educação de Jovens e Adultos    | Universidade Federal da Integração Latino-Americana                        | Juliana Franzi                                           |
| Cátedra Paulo Freire                                    | Universidade Metropolitana de Santos                                       | Maria do Rosário Abreu e Sousa                           |